# Adolf Hempel
Adolf Hempel (* 26. Januar 1915 in Dürrenbach, Landratsamt Schleiz; † 2. Juni 1971 in Bonn-Bad Godesberg) war ein Offizier in der Luftwaffe der Wehrmacht und später der Luftwaffe der Bundeswehr.

## Leben
Hempel trat 1934 in die Polizei ein und wechselte am 1. August 1935 zur Flaktruppe der neugegründeten Luftwaffe. Nachdem er am 1. Juni 1939 zum Oberleutnant befördert worden war, übernahm er im November als Batteriechef eine Batterie im Flak-Regiment 8. Dort erreichte ihn am 1. Oktober 1941 die Beförderung zum Hauptmann, der am 2. September 1942 die Versetzung als Zweiter Generalstabsoffizier (Ib) in den Stab der 17. Flak-Division folgte. Am 30. Dezember 1942 erhielt er das Ritterkreuz des Eisernen Kreuzes als Chef der Stabsbatterie im Flak-Lehr-Regiment (motorisiert). Danach kehrte er wieder in den Divisionsstab zurück. Ab dem 24. Februar 1944 übte er die gleiche Tätigkeit im Stab des III. Flak-Korps aus, von wo er nach seiner Beförderung zum Major am 1. September 1944 in den Generalstab der Luftwaffe versetzt wurde. 
Nach dem Krieg studierte Hempel Philologie. Mit einer Arbeit über George Gissing als Naturalist in seinen Jugendwerken wurde er 1950 an der Universität Freiburg zum Dr. phil. promoviert. Er war unter anderem als Austauschlehrer in Frankreich tätig, bestand 1952 die Staatsprüfung für das Lehramt an höheren Schulen und war als Studienassessor tätig.
Am 2. Mai 1956 trat er in die Luftwaffe der Bundeswehr ein und war als Brigadegeneral vom 1. März 1962 bis zum 30. September 1962 und dann noch einmal vom 1. April 1966 bis zum 31. März 1968 als Stellvertreter des Inspekteurs der Luftwaffe tätig. Dazwischen war er Chef des Stabes im Führungsstab der Luftwaffe und vom 1. April 1964 bis zum 31. März 1966 Kommandeur der 3. Luftwaffendivision. Danach übernahm er als Generalleutnant vom 1. April 1968 bis zum 2. Juni 1971 das Luftwaffenamt.